# Бранко Чубриловић
Бранко Чубриловић (Босанска Градишка, 1894 — Београд, 30. октобар 1962) био је српски и југословенски лекар и политичар.

## Биографија
Гимназију је завршио у Тузли, а Медицински факултет у Прагу.
Заједно са браћом — старијим Вељком и млађим Васом Чубриловићем учествовао је у омладинском револуционаром покрету и организацији Млада Босна. Био је један од учесник организовања атентата на Франца Фердинанда јуна 1914. у Сарајеву, због чега је на Велеиздајничком процесу одржаном 1916. у Бања Луци осуђен на 14 година затвора.
У међуратном периоду активно се укључио у политички живот Краљевине Југославије и био један од организатора Земљорадничке странке на подручју Босне. За народног посланика Народне скупштине Краљевине СХС биран је на изборима 1927. на листи Савеза земљорадника, а за народног посланика Народне скупштине Краљевине Југославије на изборима 1935. и 1938. на исти Удружене опозиције. Као противник режима, бојкотовао је рад парламента у периоду 1935—1938. година.
Августа 1939. постао је министар пољопривреде у Влади Цветковић—Мачек. На положају министра остао је до марта 1941, када је Влада донела одлуку о приступању Краљевине Југославије Тројном пакту када је са још неколико министара поднео оставку. Након војног пуча 27. марта 1941. постављен је за министра пољопривреде у Влади Душана Симовића. Заједно са другим члановима Владе, у току априла 1941. напустио је Југославију након чега се налазио у избеглиштву најпре на Блиском истоку, а потом у Лондону.
Од августа 1941. био је министар пољопривреде и министар снабдевања и исхране, а ову дужност обављао је у првој Влади Слободана Јовановића, од јануара 1942. до јануара 1943. године. Почетком 1945. вратио се у Југославију и марта исте године приступио Јединственом народноослободилачком фронту Југославије (ЈНОФ). Августа 1945. учествовао је на Трећем заседању АВНОЈ-а у Београду, а новембра 1945. на исти Народног фронта Југославије (НОФ) биран је за народног посланика Уставотворне скупштине ДФЈ. Од 1947. до 1949. био је секретар Већа народа Народне скупштине ФНРЈ.
На изборима октобра 1946. и децембра 1950. биран је за народног посланика Народне скупштине НР Босне и Херцеговине. Септембра 1950. изабран је за потпредседника Президијума Народне скупштине НР Босне и Херцеговине. На овој дужности остао је до укидања Президијума јануара 1953, када је пензионисан. Потом је радио као шеф лекара у Бањи Врућици, код Теслића.
Преминуо је изненада 30. октобра 1962. у Београду, а сахрањен је на београдском Новом гробљу.
Објавио је више публикација и научних радова из области медицине, књижевности и дипломатије.